# Кордылевский, Казимеж

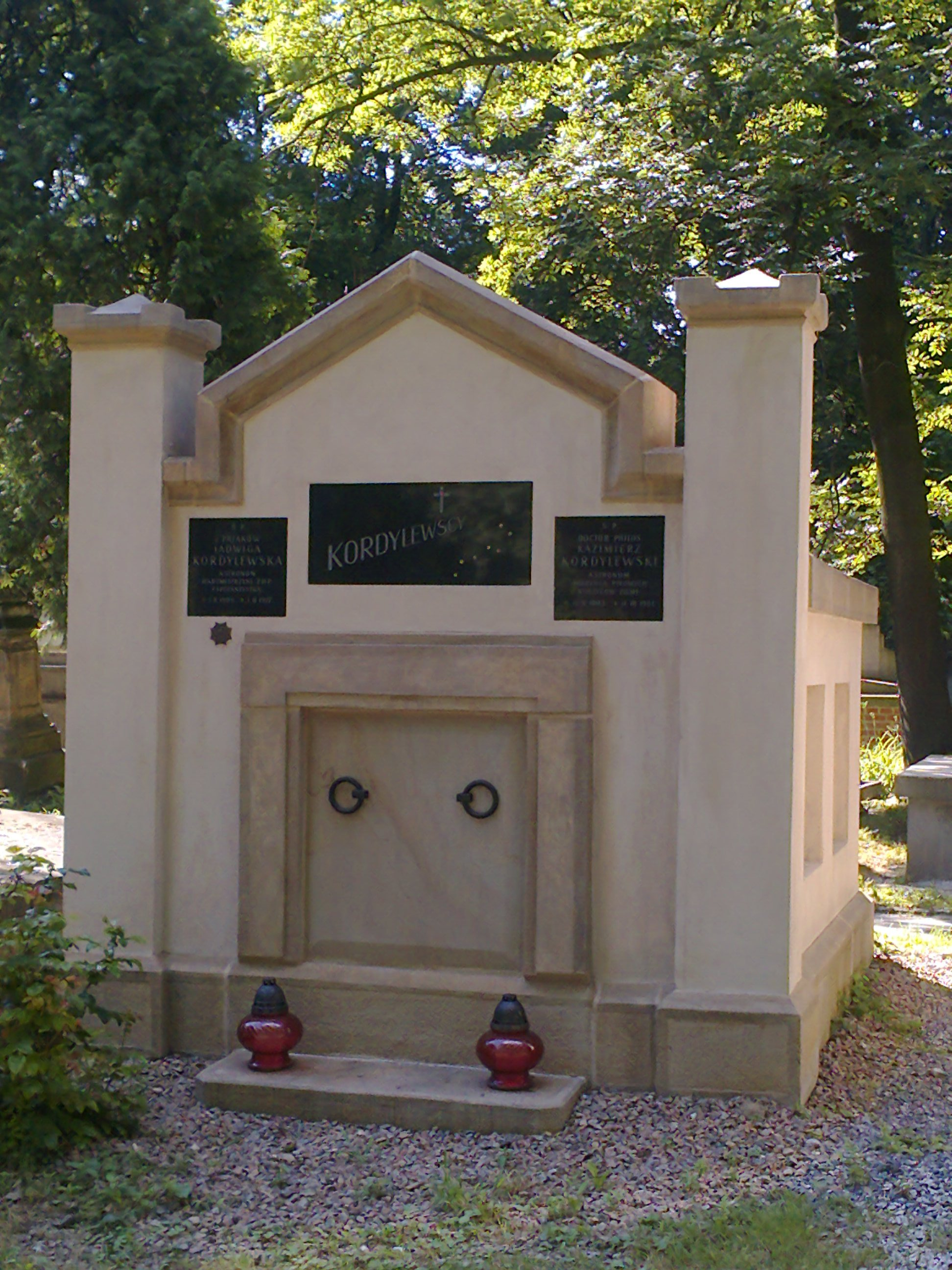
Семейная усыпальница Кордылевских на Раковицком кладбище, Краков, Польша

Казимеж Кордылевский (пол. Kazimierz Kordylewski, 11 октября 1903 г., Познань, Пруссия — 11 марта 1981 г., Краков, Польша) — польский астроном, именем которого названы облака Кордылевского.

## Биография
Казимеж Кордылевский родился 11 октября 1903 года в Познани в семье ремесленника. После получения среднего образования поступил в 1922 году в Познанский университет, где стал изучать астрономию. С 1924 года Казимеж Кордылевский стал обучаться в краковском Ягеллонском университете, где одновременно работал в астрономической лаборатории под управлением профессора Тадеуша Банахевича.
C 1926 года Казимеж Кордылевский стал заниматься изучением переменных звёзд. В этом же году он открыл звезду Т Ворона, находящуюся в созвездии Ворона.
В 1961 году Казимеж Кордылевский открыл облака космической пыли, находящиеся в точках Лагранжа, которым хотел дать название «Польские облака», однако его предложение не было принято.
Казимеж Кордылевский умер 11 марта 1981 года и был похоронен на Раковицком кладбище в семейной усыпальнице.

## Награды
За свою научную деятельность был награждён несколькими наградами.
- Бронзовая медаль НАСА в 1972 году;
- Золотой Крест Заслуги в 1973 году;
- Медаль Национальной комиссии образования в 1974 году;
- Медаль 500-летия со дня рождения Коперника в 1974 году;
- Кавалерский Орден Возрождения Польши в 1979 году.

## Память
- Именем Казимежа Кордылевского названа улица в Кракове.

## Источник
- Hockey, Thomas, The Biographical Encyclopedia of Astronomers. Springer Publishing, 2009, ISBN 978-0-387-31022-0